# پروتون هلدینگ
پروتون هلدینگ (به انگلیسی: Proton Holding) شرکت خودروسازی مالزیایی است، که در سال ۱۹۸۳ به‌دستور مهاتیر محمد؛ نخست‌وزیر پیشین مالزی و با سرمایه‌گذاری شرکت دولتی خزانه ناسیونال تأسیس شد.
این شرکت در سال ۱۹۸۴ با مشارکت و پشتیبانی فنی شرکت میتسوبیشی موتورز، اقدام به تولید نخستین خودروی مالزیایی به‌نام پروتون ساگا نمود، که در واقع نسل دوم و مدل توسعه‌یافته میتسوبیشی میراژ به‌شمار می‌آمد.
پروتون در سال ۱۹۹۶ شرکت بریتانیایی لوتوس کارز را، از جنرال موتورز خریداری نمود. این شرکت هم‌اکنون دارای دو کارخانه تولیدی در مالزی می‌باشد و خودروهای خود را در آسیای جنوب شرقی، آفریقای جنوبی، خاورمیانه، بریتانیا و چین عرضه می‌دارد.